# Rokitnica (Łask)
Pour les articles homonymes, voir Rokitnica.
Rokitnica (prononciation [rɔkitˈnit͡sa]) est un village de la gmina de Łask, du powiat de Łask, dans la voïvodie de Łódź, situé dans le centre de la Pologne.
Il se situe à environ 8 kilomètres à l'est de Łask (siège de la gmina et du powiat) et 29 kilomètres au sud-ouest de Łódź (capitale de la voïvodie).

## Administration
De 1975 à 1998, le village était attaché administrativement à l'ancienne voïvodie de Sieradz.

Depuis 1999, il fait partie de la nouvelle voïvodie de Łódź.